# Julstrul med Staffan & Bengt
Julstrul med Staffan & Bengt var SVT:s julkalender 1984. Den skrevs av Hans Fällman och Benny Karlsson och regisserades av Arne Eriksson. Tittarmässigt blev kalendern en framgång: nästan var fjärde svensk tittade på programmet.

## Handling
Serien kretsar kring Oskars Koopra, en privatägd andelsaffär i Fjällbyn någonstans i Västerbottens glesbygd. Staffan och Bengt kommer dit som vikarier när Oskar själv åker på sin första utlandssemester. Samtidigt ska de sköta det lilla postkontoret som ligger vägg i vägg med butiken.

## Medverkande
- Staffan Ling − Staffan
- Bengt Andersson − Bengt
- Sissela Kyle − Ellen
- Svante Grundberg − Klas
- David Löfgren − Tomas
- Karl Grönlund − Eriksson, Fjällbyns ålderman
- Bert-Åke Varg − Börjesson, busschauffören
- Lage Edvinsson − Granström
- Brita Borg − Änkefru Gustafsson
- Elaine Eriksson − Klara Nilsson
- Sven Holmberg − Oskar
- Kjell Johansson − Schiller
- Robert Sjöblom − rånare
- Topper Martyn − trollkarl

## Papperskalender

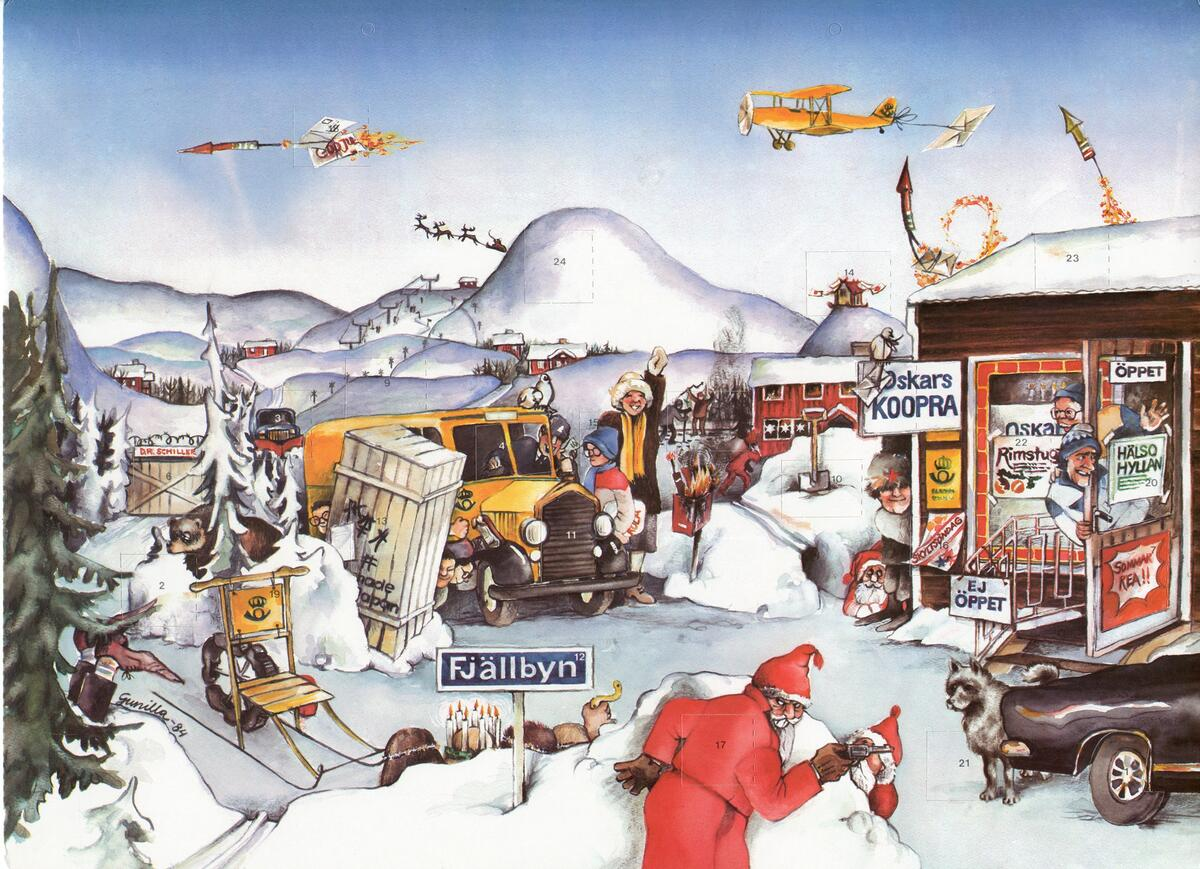
Papperskalendern

Papperskalendern illustrerades av Gunilla Nordin och visar bland annat affären, där kalendern utspelar sig, i vintermiljö, samt en lastbil.

## Om kalendern
Utomhusscenerna spelades in i byarna Saxnäs och Dikanäs i Lappland. Kalendern kom på DVD 24 oktober 2007.
I seriens sista avsnitt framförde änkefru Gustafsson (Brita Borg) en sång om snöröjning. Melodin till sången var samma som till Augustin, som Brita Borg tävlade med i Eurovision Song Contest 1959. Textens "Augustin" var utbytt mot "min maskin".
Innan den sändes blev det stora skriverier i tidningarna. Någon hade lämnat in en anmälan till tittarombudsmannen eftersom det fanns en bild av en pistolbeväpnad tomte på julkalendern, och den ansågs kunna skrämma barn.

## Mottagande
Tittarmässigt blev kalendern en framgång och sågs av nästan var fjärde svensk och av 94 procent av alla 9 till 14-åringar i Sverige.

## Utgivning
Serien utgavs 2007 på DVD.

### Webbkällor
1. ↑  ”Jultradition”. Arkiverad från originalet den 25 april 2012. https://web.archive.org/web/20120425112719/http://www.jultradition.se/tv.htm. Läst 2 april 2011.
2. 1 2  När Var Hur 1999, Bokförlaget DN, sidan 379-381 - TV:s julkalender 1960-98
3. ↑  ”Julkalendrar”. Arkiverad från originalet den 27 oktober 2014. https://web.archive.org/web/20141027034147/http://helgo.net/emma/julkalendrar.php?y=1984&t=tv. Läst 2 april 2011.
4. ↑  Stefan Bokström (26 januari 1970). ”Inte med på listan - men nöjda ändå”. Expressen. Läst 14 oktober 2023.
5. ↑  ”Svensk mediedatabas”. http://smdb.kb.se/catalog/id/002188565. Läst 5 april 2011.